# Dziki Zachód

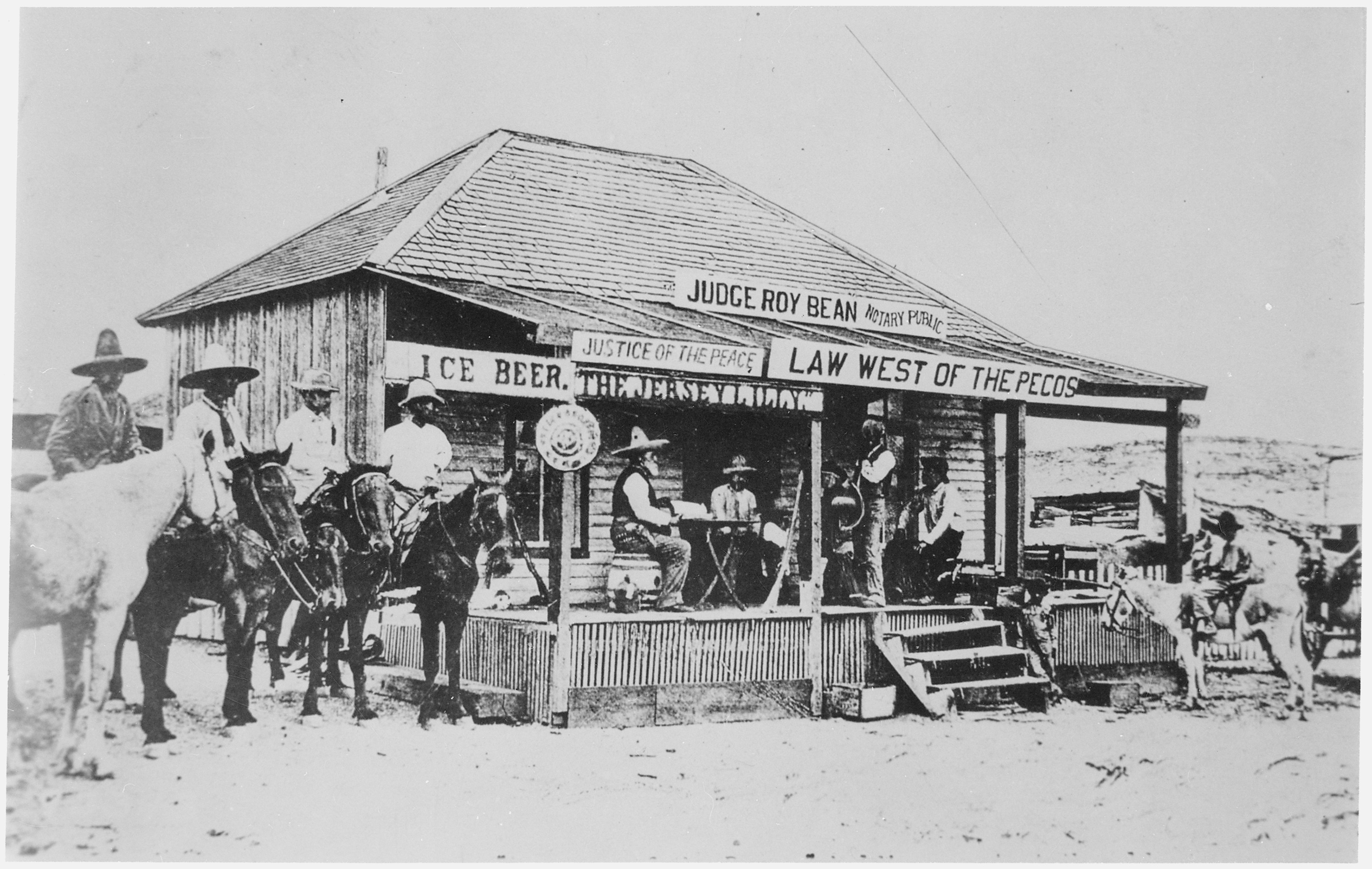
Sędzia pokoju Roy Bean sądzący koniokrada w Langtry, Teksas, 1900

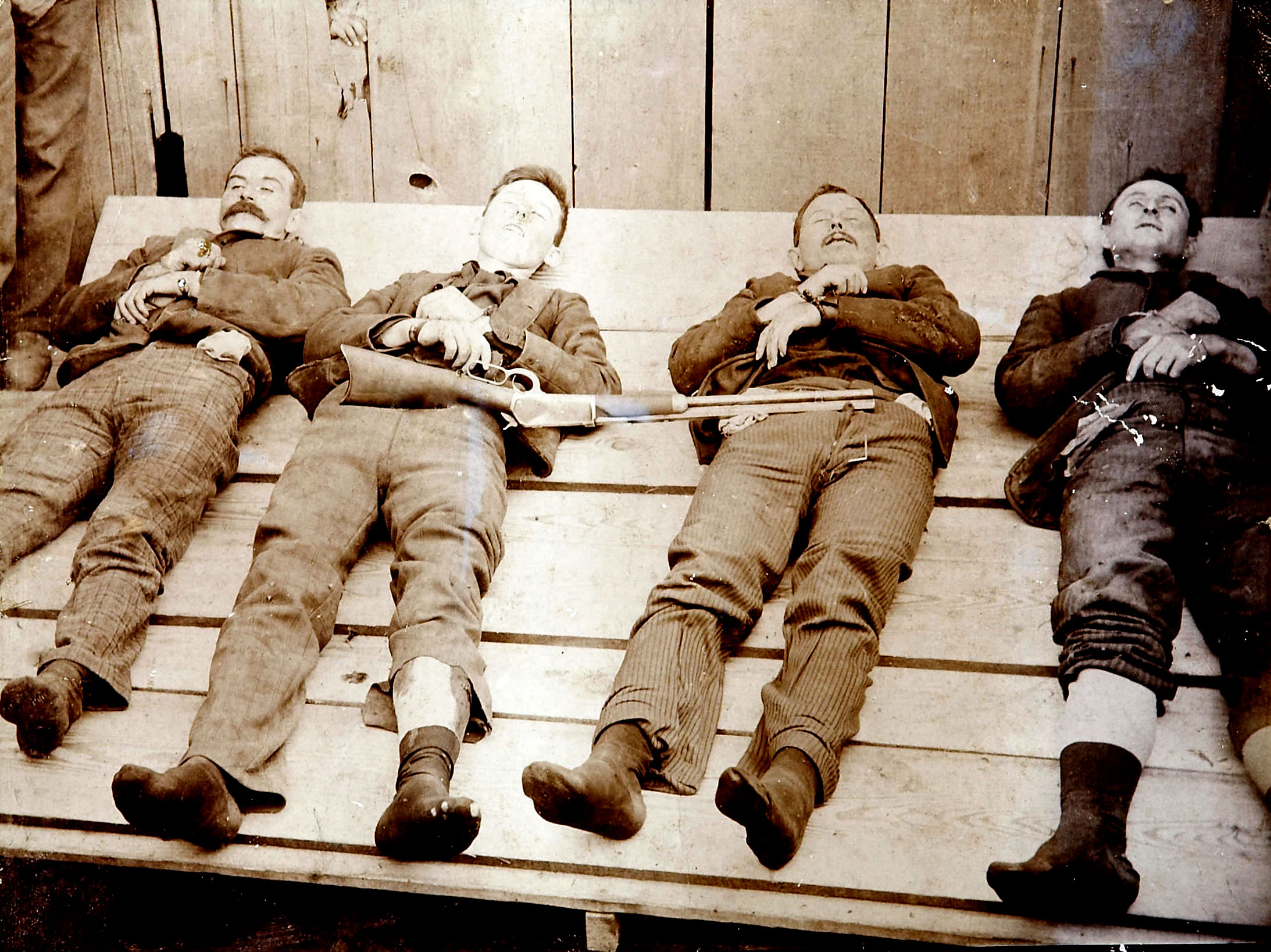
Koniec gangu Daltonów – 5 października 1892 roku w Kansas

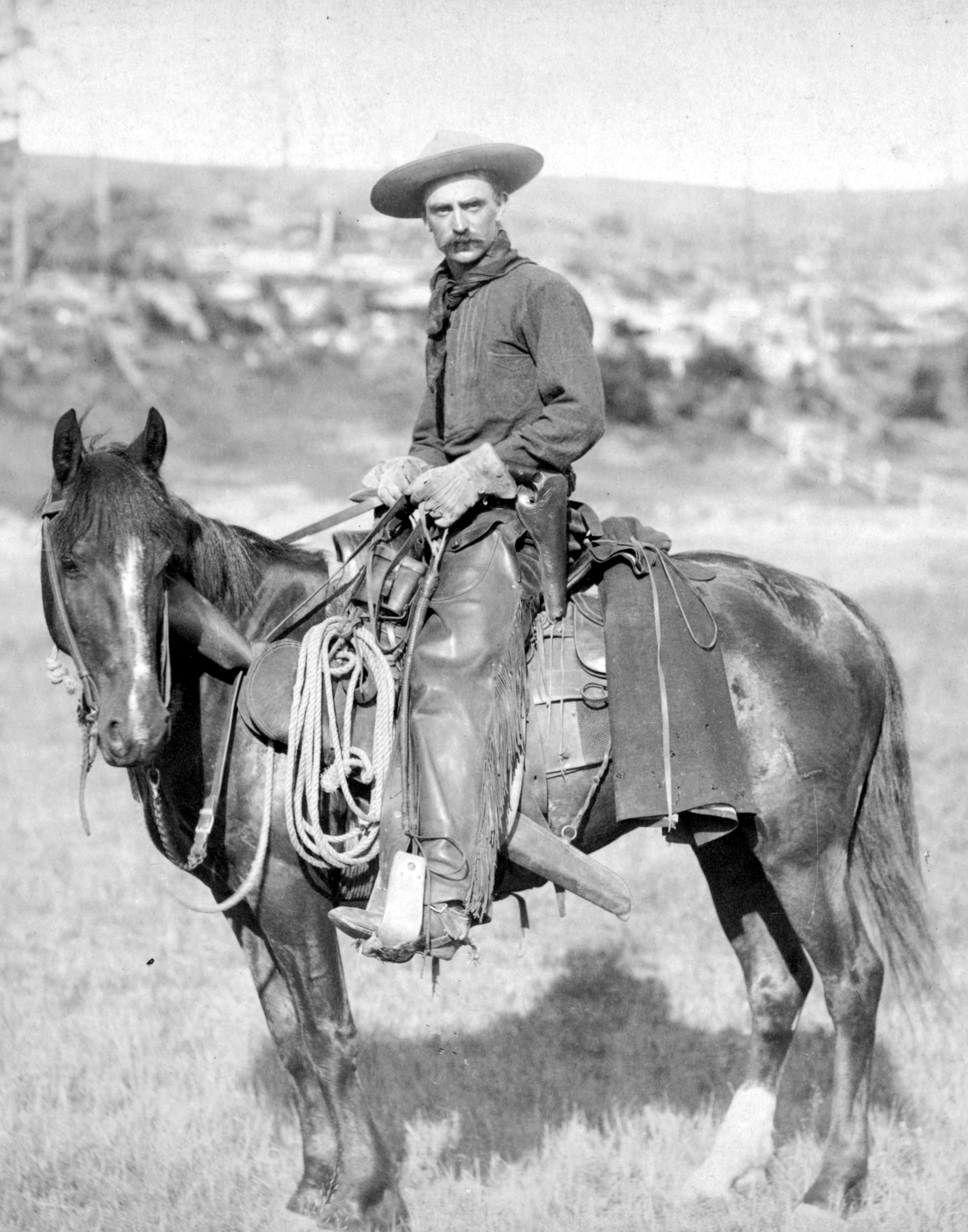
Typowa postać kowboja

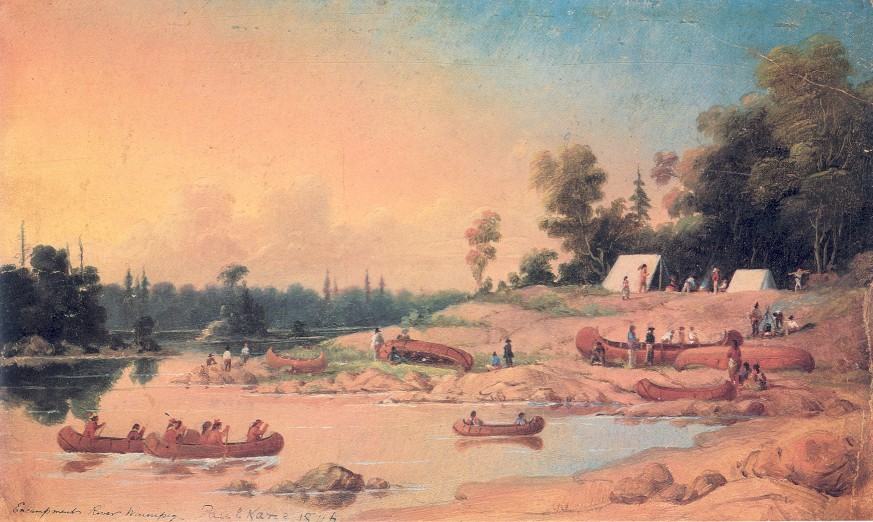
Obraz Paula Kane’a Encampment

Dziki Zachód (ang. Old West, Far West, Wild West) – popularne określenie zachodnich terenów Stanów Zjednoczonych, odnoszące się do okresu XIX i pierwszej dekady XX wieku.
Termin ten został spopularyzowany przez literaturę, a później film gatunku western. Obraz tworzony przez western pokazywał ciągłe zmagania Indian, kowbojów, bandytów, szeryfów, traperów, osadników i poszukiwaczy złota. Obraz ten w znaczny sposób odbiegał od rzeczywistości, choć istniały pewne zbieżności. Jednym z poważniejszych problemów Dzikiego Zachodu były trudności, jakie administracja amerykańska napotykała w zaprowadzeniu tam praworządności.
W szerszym sensie termin „Dziki Zachód” oznacza sytuacje nieprzestrzegania prawa, rządów przemocy, nieliczenia się z autorytetem władz przez indywidualne osoby lub grupy przestępcze.
W latach osiemdziesiątych XX wieku wśród profesjonalnych historyków amerykańskich spopularyzowało się określanie „Dzikiego Zachodu”  jako „Old West” (Stary Zachód) bądź „Frontier” (Pogranicze), gdyż nie miały konotacji rasistowskich. „Dziki Zachód” samą swoją nazwą przedstawiał rdzennych Amerykanów żyjących na zachodzie terenów Stanów Zjednoczonych od tysiącleci jako dzikich.

## Historia
Do czasu pojawienia się białych osadników z Europy, Amerykę Północną zamieszkiwali tylko Indianie, Inuici oraz Aleuci. Pierwsi przybysze ze Starego Kontynentu zakładali swoje osady głównie w pobliżu wschodniego wybrzeża. Sytuacja zmieniła się w 1803 roku, kiedy terytorium niedawno utworzonych Stanów Zjednoczonych gwałtownie się powiększyło, gdy amerykański rząd kupił dawne kolonie francuskie, potem nabył też hiszpańską Florydę. Do połowy XIX wieku zajął także Teksas, Oregon, Kalifornię i Nowy Meksyk. Wówczas miliony białych osadników ruszyły krytymi wozami w stronę Pacyfiku na podbój tych rozległych ziem, które zaczęto nazywać Dzikim Zachodem. 
W tym okresie, szczególnie po wojnie secesyjnej, kluczową rolę w gospodarce Dzikiego Zachodu odegrały miliony sztuk bydła rasy Texas Longhorn. Te wytrzymałe zwierzęta, swobodnie rozmnażające się na rozległych preriach Teksasu, były masowo pędzone na północ w słynnych "long drives" (długich przepędach). Stanowiły podstawę rozwijającego się przemysłu mięsnego i były transportowane koleją z "cow towns" w Kansas do wschodnich rynków. Hodowla i przepędy bydła Longhorn stały się jednym z najbardziej charakterystycznych symboli epoki kowbojów.
Pojęcie to przestało obowiązywać pod koniec XIX wieku, gdy zakończyły się walki z Indianami, a na zachodnich ziemiach Ameryki Północnej powstała część linii kolejowej i wybudowano nowoczesne miasta.

## Osadnicy
Wkrótce po uzyskaniu niepodległości przez Stany Zjednoczone (po wojnie w latach 1775–1783) liczba ludności tego kraju szybko rosła, głównie na skutek imigracji z Europy (oraz handlu niewolnikami). Amerykańska ziemia była bardzo tania, a ludzie mieli szansę rozpocząć nowe życie w miejscu, które mogli dowolnie zagospodarować. Budowano domy i farmy, a szybko rozwijające się miasta połączono liniami kolejowymi. Działalność przybyszów z Europy całkowicie zmieniła oblicze Dzikiego Zachodu, ale nie była korzystna dla Indian, doprowadziła bowiem do zepchnięcia ich na margines społeczeństwa.

## Indianie
Dziki Zachód zamieszkiwali Indianie, dla których biali ludzie stanowili poważne zagrożenie. W miarę możliwości stawiano im opór. Tubylcy wygrywali niektóre bitwy (np. nad Little Bighorn w 1876 roku), choć dysponowali znacznie prymitywniejszą bronią niż amerykańskie colty, czy winchestery. Jednak przybysze ze Starego Kontynentu zarówno pod względem liczebności, jak i wyposażenia mieli przewagę nad Indianami. Ponadto wielu rdzennych Amerykanów zmarło wskutek sprowadzonych przez Europejczyków chorób. Ci, którzy przetrwali, znaleźli się w trudnej sytuacji i w większości osadzani byli w rezerwatach. W krótkim czasie zdziesiątkować ich miały nieświadomie przywleczone przez Europejczyków choroby, załamanie tradycyjnych więzi społecznych i sposobów gospodarowania. Wskutek pandemii umrzeć mogło nawet 95% tubylczej ludności obu Ameryk (patrz książka Charlesa C. Manna 1491: Ameryka przed Kolumbem).

## Gorączka złota
Wielu Europejczyków wyruszyło na Dziki Zachód nie tylko w poszukiwaniu wolności oraz ziemi rolnej, ale też przygód, sławy i majątku. Po odkryciu złota w Kalifornii w połowie XIX wieku rozpoczęło się prawdziwe szaleństwo poszukiwań tego cennego kruszcu. W latach 1848–1849 liczba osób ogarniętych tzw. gorączką złota wzrosła z 6000 do ponad 100 000. Nie wszyscy uczestnicy tej romantycznej przygody zdobywali wielkie majątki, niekiedy na próżno ciężko pracowali w strasznych warunkach lub ginęli z rąk bandytów.